# Резолюція Генеральної Асамблеї ООН 2758 (XXVI)
Резолю́ція Генера́льної Асамбле́ї ООН 2758 (XXVI) «Відно́влення зако́нних пра́в Кита́йської Наро́дної Респу́бліки в Організа́ції Об'є́днаних На́цій» — резолюція, яка визнала уряд Китайської Народної Республіки єдиним законним представником Китаю в ООН, надала КНР місце постійного члена у Раді Безпеки та усунула представників Чан Кайші (йдеться про уряд Республіки Китай, який внаслідок громадянської війни зберіг контроль лише над Тайванем та прилеглими островами) в ООН та пов'язаних з нею установ. Документ ухвалений 25 жовтня 1971 року 76 голосами проти 35 при 17 утриманих під час 1976-го пленарного засідання 26-ї сесії Генеральної Асамблеї Організації Об'єднаних Націй.

## Голосування
Проєкт резолюції A/L.630, який запропонували 25 серпня 1971 року 21 держава-член ООН, а 29 серпня до співавторства долучилася ще 1 держава (напівжирним шрифтом), ухвалили 25 жовтня на 1976 пленарному засіданні 26-ї сесії Генеральної Асамблеї кваліфікованою більшістю присутніх як A/RES/2758(XXVI):
| Голос         | Кількість | Держави-члени Організації Об'єднаних Націй |
| ------------- | --------- | --- |
| За            | 76        | Австрія, Албанія, Алжир, Афганістан, Бельгія, Бірма, Болгарія, Ботсвана, БРСР, Бурунді, Бутан, Велика Британія, Гана, Гаяна, Гвінея, Данія, Еквадор, Екваторіальна Гвінея, Ефіопія, Єгипет, Ємен, Замбія, Ізраїль, Індія, Ірак, Іран, Ірландія, Ісландія, Італія, Камерун, Канада, Кенія, Куба, Кувейт, Лаос, Лівійська Арабська Республіка, Мавританія, Малайзія, Малі, Марокко, Мексика, Монголія, Народна Демократична Республіка Ємен, Народна Республіка Конго, Непал, Нігерія, Нідерланди, Норвегія, Пакистан, Перу, Польща, Португалія, Руанда, Румунія, Сенегал, Сирія, Сінгапур, Сомалі, СРСР, Судан, Сьєрра-Леоне, Танзанія, Того, Тринідад і Тобаго, Туніс, Туреччина, Уганда, Угорщина, УРСР, Фінляндія, Франція, Цейлон, Чехословаччина, Чилі, Швеція, Югославія |
| Проти         | 35        | Австралія, Болівія, Бразилія, Венесуела, Габон, Гаїті, Гамбія, Гватемала, Гондурас, Дагомея, Домініканська Республіка, Коста-Рика, Кхмерська республіка, Лесото, Ліберія, Мадагаскар, Малаві, Мальта, Нігер, Нікарагуа, Нова Зеландія, Парагвай, Південно-Африканська Республіка, Республіка Берег Слонової Кістки, Республіка Верхня Вольта, Республіка Конго (Леопольдвіль), Сальвадор, Саудівська Аравія, Свазіленд, Сполучені Штати Америки, Уругвай, Філіппіни, Центральноафриканська Республіка, Чад, Японія |
| Утрималися    | 17        | Аргентина, Барбадос, Бахрейн, Греція, Індонезія, Іспанія, Йорданія, Катар, Кіпр, Колумбія, Ліван, Люксембург, Маврикій, Панама, Таїланд, Фіджі, Ямайка |
| Не голосували | 3         | Мальдіви, Оман, Республіка Китай |
| Всього        | 131       | |